# Ngũ vị tử vảy chồi
Ngũ vị vảy chồi (danh pháp: Schisandra perulata) là một loài thực vật có hoa trong họ Schisandraceae. Loài này được Gagnep. miêu tả khoa học đầu tiên năm 1939.